# National Geographic Society
National Geographic Society je najveća neprofitna znanstvena udruga u svijetu, osnovana s namjerom promicanja znanosti u području zemljopisa. 
Povijest udruge National Geographic Society započela je 13. siječnja 1888. kada su se u washingtonskom Cosmos Clubu okupila 33 znanstvenika (geografi, geolozi, izumitelji, učitelji, pravnici, meteorolozi, kartografi, biolozi...) kako bi se dogovorili o organizaciji udruge. Udruga je prozvana Gardiner Green Hubbard po istoimenom predsjedniku. Dva tjedna poslije preimenovana je u National Geographic Society. Svrha udruge je bila i još uvijek je, spoznaje iz područja zemljopisa približiti širem krugu ljudi.
S tim ciljem podržavaju i promiču znanstvene projekte i već u listopadu 1888. izišlo je prvo glasilo, National Geographic Magazine, koje nastavlja izlaziti povremeno. 
U siječnju 1896. National Geographic Magazine postao je mjesečnik. Godinu dana kasnije Gardiner Green Hubbard je umro, a nasljedio ga je njegov zet, poznati znanstvenik Alexander Graham Bell. 
Od 1957. novi je predsjednik Melville Bell Grosvenor, a od 1959. postoji i "National Geographic Channel", u početku samo na engleskom, da bi u međuvremenu emitiranje bilo prihvaćeno na cijelom nizu nacionalnih TV mreža. 
National Geographic Magazine u početku je izlazio samo na engleskom, a od 1995. započinje s izlaženjem japanska verzija. National Geographic Magazine postoji od studenoga 2003. i na hrvatskome.
Magazin je poznat po svojim spektakularnim fotografijama kao i vrlo brižljivo istraženim i neutralnim reportažama, kao i emisijama koje se emitiraju na "National Geographic Channelu" širom svijeta.
National Geographic Society svake godine organizira pozivno natjecanje National Geographicovo natjecanje u znanju za odabrane škole u različitim stupnjevima znanja širom svijeta. Natjecanje je izlučno na državnoj razini, da bi na kraju pobjednici iz raznih država odlazili na finalno natjecanje u Washington D. C.

## Verzije National Geographic Magazinea
- Engleski
- Bugarski
- Tradicionalni kineski
- Hrvatski (http://www.nationalgeographic.com.hr  Arhivirana inačica izvorne stranice od 15. kolovoza 2003. (Wayback Machine))
- Češki
- Danski
- Nizozemski
- Finski
- Francuski
- Njemački
- Grčki
- Hebrejski
- Mađarski
- Indonezijski
- Talijanski
- Japanski
- Korejski
- Norveški
- Poljski
- Portugalski (dva oblika)
- Rumunjski
- Ruski
- Srpski
- Slovenski
- Španjolski (dva oblika)
- Tai
- Turski

## Vanjske poveznice
- Službena stranica
- Slika dana  Arhivirana inačica izvorne stranice od 27. siječnja 2007. (Wayback Machine)
- Videoarhiv  Arhivirana inačica izvorne stranice od 28. siječnja 2007. (Wayback Machine)
- Hrvatsko izdanje  Arhivirana inačica izvorne stranice od 15. kolovoza 2003. (Wayback Machine)